# Словенија на Светском првенству у атлетици у дворани 2018.
Словенија је учествовала на 17. 16. Светском првенству у атлетици у дворани 2018. одржаном у Бирмингему од 1. до 4. марта. Репрезентацију Словеније на њеном четрнаестом учествовању на светским првенствима у дворани представљало је 2 атлетичара (1 мушкарац и 1 жене) који су се такмичили у 2 дисциплине.,
На овом првенству такмичари Словеније нису освојили ниједну медаљу нити су остварили неки рекорд.

## Учесници
| Мушкарци: - Лука Јанежич — 400 м | Жене: - Анита Хорват — 400 м |  |

## Резултати

### Мушкарци
| Атлетичар    | Дисциплина | Лични рекорд | Квалификације | Квалификације | Полуфинале | Полуфинале | Финале               | Финале       | Детаљи |
| Атлетичар    | Дисциплина | Лични рекорд | Резултат      | Место         | Резултат   | Место      | Резултат             | Место        | Детаљи |
| ------------ | ---------- | ------------ | ------------- | ------------- | ---------- | ---------- | -------------------- | ------------ | ------ |
| Лука Јанежич | 400 м      | 46,02 НР     | 46,45 КВ      | 1. у гр. 2    | 46,37      | 3. у гр. 3 | Није се квалификовао | 10 / 25 (32) |        |

### Жене
| Атлетичарка  | Дисциплина | Лични рекорд | Квалификације | Квалификације | Полуфинале            | Полуфинале            | Финале                | Финале       | Детаљи |
| Атлетичарка  | Дисциплина | Лични рекорд | Резултат      | Место         | Резултат              | Место                 | Резултат              | Место        | Детаљи |
| ------------ | ---------- | ------------ | ------------- | ------------- | --------------------- | --------------------- | --------------------- | ------------ | ------ |
| Анита Хорват | 400 м      | 52,22 НР     | 53,52         | 5. у гр, 4    | Није се квалификовала | Није се квалификовала | Није се квалификовала | 23 / 31 (34) |        |